# Amendeuix-Oneix
Amendeuix-Oneix är en kommun i departementet Pyrénées-Atlantiques i regionen Nouvelle-Aquitaine i sydvästra Frankrike. Kommunen ligger i kantonen Saint-Palais som tillhör arrondissementet Bayonne. År 2022 hade Amendeuix-Oneix 466 invånare.

## Befolkningsutveckling
Antalet invånare i kommunen Amendeuix-Oneix
| Referens: INSEE |